# BSG Traktor Neu Kaliß
Die BSG Traktor Neu Kaliß war eine Betriebssportgemeinschaft (BSG) nach den Bestimmungen des DDR-Sports. Sie war in der Mecklenburger Gemeinde Neu Kaliß beheimatet und wurde in den 1950er und 1960er Jahren durch ihre Fußballsektion bekannt. 

## Porträt
Ab 1948 wurde in der Sowjetischen Besatzungszone der Sportbetrieb auf der Basis von Betriebssportgemeinschaften (BSG) neu organisiert. In der 800 Einwohner zählenden Gemeinde Heiddorf schlossen sich mehrere Volkseigene Betriebe (VEB) zusammen, die die „BSG der VEB Heiddorf“ gründeten. Zur wichtigsten Sektion entwickelte sich der Fußballsport, der in den folgenden Jahren das Bild der BSG bestimmte. 
Die Fußballmannschaft der Heiddorfer BSG startete in der Saison 1949/50 in der drittklassigen Bezirksklasse Mecklenburg. In dieser viergleisigen Liga wurde in der Staffel West/2 der zweite Platz erreicht. Gleichzeitig qualifizierte sich die BSG für den DDR-weit ausgetragenen Fußballpokal-Wettbewerb (FDGB-Pokal) 1949/50. In der 1. Hauptrunde traf die BSG Heiddorf auf den Erstligisten BSG Lokomotive Stendal und gewann im eigenen Stadion überraschend mit 5:2. Auch in der 2. Hauptrunde hatten die Heiddofer erneut Heimvorteil und mussten gegen den Zweitligisten ZSG Burg antreten. Nach einem deutlichen 0:7 kam für die Mecklenburger das Pokal-Aus. 
1950 wurden im DDR-Sport zentrale Sportvereinigungen gegründet, denen getrennt nach Gewerkschaftsbereichen die Betriebssportgemeinschaften unterstellt wurden. Die Betriebssportgemeinschaften wurden nach ihrer zuständigen Sportvereinigung benannt. Da sich für die Heiddorfer der VEB Braunkohlenbergwerk Malliß als Trägerbetrieb herauskristallisiert hatte, ging die Heiddorfer Fußballmannschaft unter dem neuen Namen „BSG Aktivist“ in die Saison 1950/51. Die Bezirksklasse Mecklenburg war nach Einführung der zweitklassigen DDR-Liga inzwischen nur noch 4. Liga und wurde in zwei Staffeln ausgetragen. Die BSG Aktivist war in die Weststaffel eingeordnet worden und erreichte dort Platz drei. 1951/52 fiel Heiddorf unter zwölf Mannschaften auf den neunten Platz zurück. 
Im Sommer 1952 wurden in der DDR die Länder aufgelöst und durch Bezirke ersetzt. Das zwang den DDR-Fußball, sein Ligensystem dem neuen Verwaltungsaufbau anzugleichen, und so wurde auch dort das Bezirkssystem eingeführt. Im Zuge der politischen Verwaltungsreform verlor Heiddorf seine Selbständigkeit und wurde in den Nachbarort Neu Kaliß eingemeindet. Daraufhin nahm die bisherige BSG Aktivist Heiddorf auch unter Bezug auf den Trägerbetrieb den für die öffentliche Berichterstattung sperrigen Namen „BSG Aktivist Heiddorf/Neu Kaliß-Malliß“ an. Da Neu Kaliß unter die Verwaltung des Bezirkes Schwerin gekommen war, spielten die Fußballer der BSG Aktivist in der Spielzeit 1952/53 in der viertklassigen Bezirksklasse Schwerin. In der eingleisigen Liga mit nur zehn Mannschaften erreichte Aktivist den ersten Platz und den Aufstieg in die Bezirksliga. Dies war der Anlass, der BSG einen medienwirksamen Namen zu verpassen, und so ging sie ohne Heiddorf im Namen als „BSG Aktivist Neu Kaliß-Malliß“ mit ihrer Fußballmannschaft in die Bezirksligasaison 1953/54. Ohne Anpassungsschwierigkeiten wurde die höhere Liga bewältigt und unter zwölf Teams Rang acht erreicht. 1954/55 reichte Platz elf gerade noch zum Klassenerhalt. Im Herbst 1955 wurde im DDR-Fußball eine Übergangsrunde zum Wechsel in den Kalenderjahr-Spielrhythmus ausgetragen, bei der in der Bezirksliga Schwerin zwölf Spiele ausgetragen wurden. Bei 13 beteiligten Teams erzielte die BSG Aktivist mit Platz elf erneut ein enttäuschendes Ergebnis. 
Da sich inzwischen das Ende des Braunkohlenwerkes abzeichnete, wechselte die BSG Aktivist 1956 den Trägerbetrieb und die LPG Neu Kaliß übernahm die Betreuung der BSG, die den Namen „Traktor Neu Kaliß-Malliß“ annahm. Eine sportliche Verbesserung trat indes nicht ein, und so stiegen die Traktoristen am Ende der Saison 1956 aus der Bezirksliga ab, die durch die Einführung der II. DDR-Liga nur noch viertklassig war. Es folgten vier Spielzeiten in der Bezirksklasse Schwerin, erst 1960 gelang der Wiederaufstieg in die Bezirksliga. Zur Saison 1961/62 (Rückkehr zur Sommer-Frühjahr-Saison) legte die BSG den nicht mehr zutreffenden Zusatz „Malliß“ ab. Mit Mühe und dem vorletzten Platz wurde die Bezirksliga-Zugehörigkeit gesichert, ein Jahr später erfolgte mit dem letzten Platz und nur einem Sieg in 22 Punktspielen der abermalige Abstieg aus der Bezirksliga. Anschließend wurde die Fußballmannschaft vom Spielbetrieb abgemeldet. Auch in anderen Sportarten erreichte die BSG Traktor Neu Kaliß kein Bezirksniveau. 